# Jocuri populare românești – Danses de Roumanie II

Jocuri populare românești – Danses de Roumanie II este un album compilație la care sunt selectați câțiva dintre cei mai renumiți interpreți de muzică populară românească. Acompaniază: Orchestra Radio, dirijor: Paraschiv Oprea (A2, A4, A6, B2), Nicolae Coman (A3), George Vancu: (A5, A9), Constantin Mirea: (B1), George Sîrbu: (B3), Viorel Leancă: (B4, B5) Emil Chiriac: (B6) Victor Predescu: (B9, B10), Orchestra de Muzică Populară a Filarmonicii din Târgu Mureș, Orchestra Gheorghe Zamfir (A1, A8). Soliști: Nai [Flute, Flûte De Pan] - Gheorghe Zamfir (A1), Clarinet Taragot - Luca Novac (A3), Voce - Nelu Ianca (A3), Trompetă - Constantin Gherghina (A4), Voce - Florica Bradu (A5),   Clarinet [Taragot] - Ion Peptenar (A6), Voce - Titiana Mihali (A7), Cobză [Lute] - Ion Șerban (A8), Vioara - Benone Damian (A10), Acordion - Marcel Budală (B1), Caval [Flute] - Ion Lăceanu (B2),  Cimpoi [Bagpipes, Cornemuse] - Dumitru Zamfira (B3),  Clarinet - Leonard Zamă (B5), Trompetă - Alexandru Havriliuc (B6), Oboi - Dumitru Fărcaș (B7), Voce - Maria Tănase (B8), Fluier [Flute] - Dumitru Zamfira (B9).

## Detalii ale albumului
- Gen: Folklore, World, Country
- Style: Folklore
- Sunet: Stereo
- Label: Electrecord
- Catalog #: ST-EPE 03904
- Format: Vinyl, LP, Album
- Limba: Romana
- Data Lansarii: 1991

## Lista pieselor
- 01 - A1 -  Hora "Libertatea" (Jianul) [2:50]
- 02 - A2 -  Hora Colințană [1:58]
- 03 - A3 -  Joc  din Cobadin [2:52]
- 04 - A4 -  Bordeiul amestecat [2:52]
- 05 - A5 -  Hora miresii [2:40]
- 06 - A6 -  Brîu din Teregova [1:28]
- 07 - A7 -  De strigat de pe Mara [3:20]
- 08 - A8 -  Hora de la Vîrtoape [2:22]
- 09 - A9  -  De sărit de pe mara [2:13]
- 10 - A10 -  Brîu din Borlova [2:35]
- 11 - B1 -  Romănește de-nîvîrtit din Teaca [2:20]
- 12 - B2 -  Mîndrele [3:05]
- 13 - B3 -  Hora peste picior ca la Moțăței [1:58]
- 14 - B4 -  Sîrba bătrînească din Vorona [3:20]
- 15 - B5 -  Jocul zestrei din Tudora [2:02]
- 16 - B6 -  Hora de la Medgidia [2:50]
- 08 - B7 -  Românește de purtat [2:30]
- 18 - B8 -  Hora veche (1850) [4:15]
- 19 - B9 -  Brîulețul de la Bîrca [1:30]
- 20-  B10 - Bota de pe Mureș [3::31]